# The Wonderful Chance
Pour plus de détails, voir Fiche technique et Distribution.
The Wonderful Chance est un film muet américain réalisé par George Archainbaud et sorti en 1920.

## Fiche technique
- Réalisation : George Archainbaud
- Scénario : Mary Murillo (en), Melville Hammett, d'après une histoire originale de H. H. Van Loan
- Photographie : Henry Cronjager
- Production : Selznick Pictures
- Durée : 52 minutes (5 bobines)[1]
- Date de sortie :
  -  États-Unis 27 septembre 1920

## Distribution
- Eugene O'Brien : Lord Birmingham / 'Swagger' Barlow
- Martha Mansfield : Peggy Winton
- Tom Blake : 'Red' Dugan
- Rudolph Valentino : Joe Klinsby
- Joseph Flanagan : Haggerty
- Warren Cook : Parker Winton